# أحداث ستاد بورسعيد 2012
أحداث ستاد بورسعيد وقعت داخل ستاد بورسعيد مساء الأربعاء 1 فبراير 2012 (الذكرى الأولى لموقعة الجمل) عقب مباراة كرة قدم بين المصري والأهلي، وراح ضحيتها 74 قتيلاً ومئات المصابين بحسب ما أعلنت مديرية الشؤون الصحية في بورسعيد. وهي أكبر كارثة في تاريخ الرياضة المصرية. وصفها كثيرون بالمذبحة أو المجزرة، مشيرين إلى استبعادهم وقوع هذا العدد من الضحايا في أعمال شغب طبيعية وتخطيط طرف ما لها. ويجري التحقيق فيها من أطراف عدّة.

## المباراة
| الأهلي           | 1 – 3   | المصري                                   |
| ---------------- | ------- | ---------------------------------------- |
| فابيو جونيور 11' | التقرير | مؤمن زكريا 72' 83' · عبد الله سيسي 90+2' |

## التفاصيل
بدأ أوّل إنذار لوقوع الكارثة بنزول الجماهير أرضية ملعب المباراة أثناء قيام لاعبي الأهلي بعمليات الإحماء قبل اللقاء، ثمّ اقتحم عشرات المشجعين أرضية الملعب في الفترة ما بين شوطي المباراة.
تكرّر الأمر بعدما أحرز المصري هدف التعادل ثم هدفي الفوز التاليين، حيث اقتحم أرضية الملعب الآلاف بعضهم يحمل أسلحة بيضاء وعصي من جانب فريق المصري (الفائز 3-1) بعد إعلان الحكم انتهاء المباراة، وقاموا بالاعتداء على جماهير الأهلي، ما أوقع العدد الكبير من القتلى والجرحى - بحسب شهود عيان. وعزا بعضهم الهجوم إلى لافتة رفعت في مدرجات مشجعي الأهلي وعليها عبارة «بلد البالة مجبتش رجالة» والتي عدها مشجعو المصري إهانة لمدينتهم. وذكرت مصادر عديدة غياب كلّ الإجراءات أمنية والتفتيش أثناء دخول المباراة، فضلا عن قيام قوات الأمن بقفل البوابات في اتجاه جماهير الأهلي، وعدم ترك سوى باب صغير للغاية لخروجهم، مما أدى إلى تدافع الجماهير ووفاة عدد كبير منهم.
أوضح وكيل وزارة الصحة المصرية "هشام شيحة" أن «الإصابات كلها إصابات مباشرة في الرأس، كما أن هناك إصابات خطيرة بآلات حادة تتراوح بين ارتجاج في المخ وجروح قطعية». وأكدت مصادر طبية في المستشفيات التي نقل إليها الضحايا أن بعضهم قتلوا بطعنات من سلاح أبيض. وأكّدت تقارير صادرة الطب الشرعي المبدئية وجود وفيات نتيجة طلقات نارية وطعنات بالأسلحة البيضاء. وسبّبت قنابل الغاز حالات اختناق إضافية من ضمن الضحايا.
خرج الأهلي وجماهيره من بورسعيد داخل عربات مدرعة وعادوا للقاهرة بطائرات عسكرية. ودخلت وحدات من القوات المسلحة المصرية المدينة، وانتشرت على طريق الإسماعيلية - بورسعيد لمنع الاحتكاكات بين جماهير النادي الأهلي والمصري. كما أمّنت قوات الأمن قطار المشجعين العائد إلى القاهرة الذي وصل إلى محطة مصر، وكان آلاف من الأهالي والشباب المنتمين لروابط تشجيع الأهلي والزمالك في انتظارهم، حيث رددوا هتافات غاضبة تندد بالمجزرة وتطالب بالقصاص والثأر للقتلى وإنهاء الحكم العسكري في البلاد.

## العواقب وردود الفعل

### حكومية وبرلمانية

#### 01 فبراير

صورة لستاد بورسعيد بعد الحادث مباشرة

- المشير محمد حسين طنطاوي: «لن نترك أولئك الذين كانوا وراء هذه الأعمال، إذا كان هناك أي أحد يخطط لعدم الاستقرار في مصر فلن ينجح، كل واحد سينال جزاءه»، ووعد بمعالجة المصابين في مستشفيات القوات المسلحة، وأكد التزامه بجدول تسليم السلطة.[5][9]
- أعلن رئيس مجلس الشعب (سعد الكتاتني) عقد جلسة عاجلة لمجلس الشعب يوم الخميس لمناقشة أحداث الشغب في بورسعيد.[5]
- أعلن رئيس الوزراء المصري (كمال الجنزوري) أنه سيعقد صباح اليوم الخميس اجتماعا عاجلا للمجموعة الأمنية لمتابعة تطورات أحداث بورسعيد واتخاذ الإجراءات اللازمة حيالها ومنع تكرارها.[5]
- أصدر النائب العام (عبد المجيد محمود) قراراً بفتح تحقيق فوري في الأحداث.[5]
- اتهم النائبُ الممثل لبورسعيد (البدري فرغلي) قوات الأمن في المدينة بالضلوع في الحادث بسبب سماحهم بدخول أسلحة نارية وبيضاء إلى الملعب، بخلاف العادة. وصرّح أنّ «اللافتة المسيئة لمحافظة بورسعيد والتي وضعت في مدرجات جماهير الأهلي مدسوسة على الأهلي لمحاولة إثارة الفتن وأحداث هذه الكارثة».[10] واتّهم الشرطة بأنّها لم تتوافد إلى الاستاد رغم أنّ الإسعاف أتى فور حدوث أعمال العنف. واتهم الاتحاد المصري لكرة القدم بالتحريض.[11]
- صرّح الإخوان المسلمون وحزب الحرية والعدالة أنّ فلول حسني مبارك وراء تدبير الحادثة، وعدتها تخريبا متعمدا للبلاد في ذكرى الثورة. وقال عصام العريان متحدثاً باسم الجماعة أنّ «أحداث بورسعيد مدبرة ورسالة من فلول النظام البائد... هذه المأساة سببها إهمال وغياب متعمد من الجيش والشرطة لإيصال إشارات ورسائل محددة يتحمل مسؤوليتها المسؤولون حاليا عن إدارة البلاد... الانهيار لم يكن في منشآت رياضية، ولكن في المنظومة الأمنية، كانتقام ضدنا من الدعوة لإلغاء حالة الطوارئ وتخريب متعمد للبلد في ذكرى الثورة... هناك من يريد عن عمد إثارة الفوضى في مصر وعرقلة أي مسار للانتقال السلمي السلطة».[5]
- أكّد رئيس لجنة الشباب والرياضة في البرلمان (أسامة ياسين) أن المجلس لن يناقش أحداث المباراة فقط، «وإنما سوف يناقش هذه الفوضى التي تتم صناعتها في مصر الآن لتدمير الثورة والإجهاز على مكتسباتها... [ما حدث] أكبر مما شهدته المباراة، حيث تشهد مصر حالة منظمة منذ عدة أيام لإثارة الفوضى والبلبلة، بدأت بالسطو على البنوك والمستشفيات ومراكز البريد، وامتدت إلى ما حدث في بورسعيد، وهو ما لم يحدث في أيام الثورة التي لم يكن فيها وجود لرجال الشرطة».[5]

#### 02 فبراير
- أصدر وزير الداخلية محمد إبراهيم قرارا بنقل مدير أمن محافظة بورسعيد اللواء عصام سمك إلى ديوان عام الوزارة.[12]
- أعلن المجلس الأعلى للقوات المسلحة الحداد الرسمي وتنكيس الأعلام في كل المصالح والهيئات الحكومية في جميع أنحاء البلاد بدءا من الخميس 02 فبراير وحتى غروب شمس السبت 04 فبراير حدادا على الضحايا.[13]
- أعلن السيد الدكتور كمال الجنزوري رئيس وزراء الحكومة الانتقالية المصرية خلال الجلسة الطارئة لمجلس الشعب التي عُقدت صباح اليوم قبوله استقالة أحمد عبد الله محافظ بورسعيد، كما تقرر إيقاف كل من مديري الأمن والمباحث في المحافظة وكذلك إقالة مجلس إدارة اتحاد الكرة برئاسة سمير زاهر وإحالتهم جميعا إلى التحقيق.[14]
- أرسل الاتحاد الدولي لكرة القدم خطاب عزاء رسمي لاتحاد الكرة المصري شاطره فيه الأحزان على ضحايا الأحداث وأعلن خلاله تأييده التام للاتحاد المصري للعبة واستعداده لتقديم يد العون متى طلب الطرف المصري،[15] في المقابل طالب الاتحاد الدولي نظيره المصري برفع تقرير مفصّل عن الحادث وملابساته.[16]
- قدّم الرئيس الروسي دميتري ميدفيديف تعازيه لمصر حكومة وشعبا لمصابهما بعد أحداث الشغب ببورسعيد، كما أرسل الاتحاد الروسي لكرة القدم وكذلك نائب رئيس الفيفا الأسبق فياتشسلاف كولوسوف تعازيهما لأهالي الضحايا واصفين ما حدث بالكارثة التي كان يجب منعها.[17]
- تشييع جثمان الشاب محمود الغندور مؤسس مجموعة ألتراس أهلاوي بالإسكندرية مسقط رأسه بعدما وافته المنية خلال أحداث بورسعيد، شارك في الجنازة لفيف من ممثلي الأحزاب والقوى السياسية المختلفة، بالإضافة إلى ممثلي عدد من النقابات المهنية والعمالية، بالإضافة إلى عدد من الرياضيين وعلى رأسهم أحمد الكاس المدير الفني لفريق كرة القدم بنادي أبو قير للأسمدة.[18]
- تقدّم أكثر من خُمس نواب مجلس الشعب بطلب اتهام لوزير الداخلية (محمد إبراهيم يوسف) بالتقصير والإهمال في أداء عمله وعدم ضبط أداء رجال الشرطة، ويشمل ذلك التقصير عدم تطهير الوزارة من القيادات العليا المتواطئة وعدم وضع خطة عاجلة لإعادة هيكلة الوزارة بما يكفل حسن الأداء، استناداً إلى حالة الانفلات الأمني وتوالي الأحداث في سفك الدماء وآخرها أحداث استاد بورسعيد.[19] وقرّر المجلس بالإجماع توجيه الاتهام لوزير الداخلية.[20]

### غير رسمية
- دعت جهات عديدة إلى إقالة وزير الداخلية ومحافظ بورسعيد ومدير أمن المدينة فوراً، ولم يُقال أحد في ليلة الأحداث.[5]
- وصف مفتي مصر (الشيخ/ علي جمعة[ ؟ ]) ما حدث بأنه «مجزرة».[5]

#### الجهـات الرياضية

##### النادي الأهلي
- جمّد مجلس إدارة النادي الأهلي المصري في اجتماع الطارئ نشاطات النادي الرياضية وأعلن الحداد على ضحايا الأحداث.[5]

من جانبه، جاء رد فعل النادي الأهلي سريعا من خلال المؤتمر الصحفي الذي عقده رئيس النادي الكابتن حسن حمدي يوم الخميس 02 فبراير والذي اتخذت فيه إدارة النادي القرارات التالية كرد فعل على الأحداث:[بحاجة لمصدر]
- مقاطعة النادي الأهلي بكافة فرقه لأي أنشطة رياضية تقام بمدينة بورسعيد لمدة خمس سنوات.
- الاستمرار في تعليق جميع الأنشطة الرياضية للنادي الأهلي.
- مطالبة النادي الأهلي المجلس الأعلى للقوات المسلحة معاملة شهداء ومصابي النادي والرياضة المصرية في الأحداث الأخيرة نفس معاملة شهداء ومصابي الثورة.
- إعلان الحداد الرسمي بالنادي الأهلي أربعين يوما على أرواح شهداء الأهلي.
- استقبال وفود الجهات الرسمية والأهلية الراغبة في تقديم واجب العزاء في شهداء النادي الأهلي والرياضة المصرية في مقر النادي بالجزيرة لمدة ثلاثة أيام بداية من الجمعة الثالث من فبراير وحتى الأحد الخامس من فبراير من الساعة الرابعة عصرا حتى التاسعة مساء.
- تكليف اللجنة القانونية بالنادي برئاسة المستشار محمود فهمي وعضوية المستشار رجائي عطية والمستشار أسامة قنديل والمستشار أكثم بغدادي لمتابعة بلاغ النادي الأهلي للنائب العام والتحقيقات التي تقوم بها النيابة العامة.
- إقامة نصب تذكاري بمقر النادي الأهلي بالجزيرة لشهداء الأهلي.
- اعتبار اليوم الأول من فبراير كل عام يوما لشهداء الأهلي.
- فتح حساب بنكي لتلقي التبرعات لمصلحة أسر شهداء الأهلي على أن يودع النادي الأهلي مبلغ مليون جنيه مصري كنواة لهذا الحساب مع فتح باب التبرعات لأعضاء النادي والجهات والهيئات الراغبة والأفراد المتضامنين مع الشهداء وأسرهم وذلك تقديرا من النادي الأهلي لأبنائه وشهدائه.
- عدم الاكتفاء بإقالة محافظ بورسعيد ومدير أمنها والمطالبة بضرورة التحقيق معهما في مسئوليتهما السياسية والجنائية عما حدث لجماهير الأهلي وأسفر عن موت الشهداء وزيادة أعداد الجرحى والمصابين.
- أعلن مجلس إدارة النادي الأهلي أنه في حالة انعقاد دائم لمتابعة تنفيذ قراراته للحفاظ على حقوق النادي وجماهيره وشهدائه ومصابيه ولرد الاعتبار لكل أسرة الأهلي في كل مكان.
- وصف محمد أبو تريكة أحداث الملعب بأنها «حرب وليست كرة القدم»، مضيفا أنه لقن بنفسه الشهادة لأحد جماهير فريقه.[5]

##### النادي المصري
في الوقت ذاته، جاء رد فعل النادي المصري متمثلا في تعبير عن الحزن والحداد لسقوط الضحايا والاستنكار للجريمة، وتقدم مجلس إدارة النادي برئاسة كامل أبو علي باستقالته، واصدر النادي المصري بيانا رسميا يتضمن عددا من النقاط الموضوعية على النحو التالي:
- التأكيد على مسئولية الأمن الكاملة عن تأمين مباريات الدوري والتي كانت شرطا من جانب أندية الدوري للموافقة على عودة مسابقة الدوري بعد الثورة حيث تعهد وزير الداخلية بالتأمين الكامل لكافة عناصر اللعبة داخل وخارج الملاعب من قبلٍ أجهزة الأمن ورفضت كافة الأندية في ذلك الوقت عودة النشاط دون ذلك.
- الإشارة إلى أن النادي المصري قد رفض كتابة عودة النشاط دون قيام الأجهزة الأمنية بتفتيش الجماهير وتحمل كافة المسئوليات خارج وداخل الملاعب وأثناء انتقال الفرق.
- نفي ما تردد عن طبع النادي لتذاكر تفوق السعة الرسمية المقررة للاستاد (18897 متفرج)، حيث أكد النادي على التزامه بطبع عدد 12800 تذكرة منها 3000 تذكرة مخصصه للنادي الضيف (الأهلي).
- أوضح النادي أن مدرج الدرجة الأولى يمين ويسار مخصصين بالكامل لأعضاء الجمعية العمومية للنادي ويتم الدخول اليهم بموجب كارنيه العضوية وسعتهم 2000 متفرج.
- في السياق ذاته أعلنت روابط مشجعي المصري المختلفة الحداد على شهداء الأحداث وتبرؤها من الأحداث واستنكارها الكامل لها، وقاموا بتعليق عمل المواقع الإلكترونية الخاصة بهم في خطوة رمزيه للتعبير عن الحداد.[بحاجة لمصدر]

##### محلياً
- قرر رئيس الاتحاد المصري لكرة القدم (سمير زاهر) إيقاف الدوري المحلي المصري لأجل غير مسمى وإجراء التحقيق فيما تم وتشكيل لجنة لتقصي الحقائق من اتحاد الكرة.[5]
- اتفق حسن شحاتة[ ؟ ] مدرب نادي الزمالك ومحمود جابر مدرب نادي الإسماعيلي على عدم استئناف الشوط الثاني من المباراة التي جمعت الفريقين بعد قيام الأحداث، في الوقت الذي كانت تشير النتيجة بالتعادل بين الفريقين 2-2.

##### دولياً
- أرسلت أطراف عديدة تعازيها منها جوزيف بلاتر رئيس فيفا[ ؟ ][22]، ونادي ليفربول الإنجليزي وناديي الترجي والإفريقي التونسيين، كما أعلنت الأندية السابقة تنكيس أعلامها لمدة ثلاثة أيام حدادا على أرواح المتوفين.
- أعلن الاتحاد الأفريقي لكرة القدم الوقوف دقيقة حدادا على أرواح ضحايا أحداث بورسعيد في كل مباراة من مباريات دور الثمانية بكأس الأمم الإفريقية التي أُقيمت بالجابون وغينيا الاستوائية.

#### الجهات الحقوقية
- أكدت المنظمة المصرية لحقوق الإنسان أنّ الحادثة هي جريمة مكتملة الأركان استهدفت في المقام الأول النادي الأهلي وجماهير ألتراس أهلاوي، لمعاقبته على مواقفه الثورة المصرية، ووقوفه مع الثوار في موقعة الجمل. ووصفت ما حدث بأنّه مأساة مروعة أودت بحياة شباب مصر، وما زاد الأمور تعقيداً عدم تدخل قوات الأمن لحماية الجماهير من الجانبين منعا لسفك دماء المصريين، وخاصة في ظل تصاعد التوتر على مدار اليومين السابقين بين جانبي المباراة على الفيسبوك ومواقع التواصل الاجتماعي، إضافة إلى حدوث مشاحنات في مباريات سابقة (مباراة الأهلي-المحلة حيث عاد مشجعو الأهلي بالمدرعات). وطالبت المنظمة بتحميل محافظ بورسعيد مسئوليته السياسية، وإقالة مدير أمن بورسعيد وعدم الاكتفاء بنقله إلى ديوان الوزارة كنوع من تهدئة للرأي العام، وإقالة اتحاد الكرة باعتباره من رموز النظام السابق. كما اعتبرت ما حدث مؤامرةً على استقرار البلاد، وطالبت بالتحقيق مع «كافة قيادات وزارة الداخلية وعلى كافة المستويات» وإقصاء أي قيادة تثبت تورطها أو عدم أداء واجبها، حيث أرجعت سبب الأحداث إلى التقصير في الاستعداد للمباراة من جانب الشرطة.[7]

### الغضب الشعبي
تصاعدت الاحتجاجات عقب وقوع الحادث مساء 2 فبراير، في مدن عديدة منها القاهرة والسويس والإسكندرية والإسماعيلية[ ؟ ] وبورسعيد وغيرها.

#### القاهرة
خرجت مظاهرات عديدة منها واحدة في ميدان سفينكس بالمهندسين شارك فيها مئات المواطنين بحضور بعض الرياضيين مثل أحمد شوبير وعمرو زكي وأحمد حسن، وأخرى حاشدة من ميدان التحرير توجهت نحو وزارة الداخلية وشارك فيـها الآلاف من الشباب هاتفين ضد المجزرة وتقاعس الداخلية، وحدثت اشتباكات أمامها نفى ألتراس أهلاوي أي تورط فيها. واستمرت المظاهرات طوال ليلة 2 فبراير (انظر أحداث وزارة الداخلية) ووقعت إصابات كثيرة عندما احتك المتظاهرون بقوات الأمن للوصول إلى الوزارة. واستمرت الاشتباكات في محيط وزارة الداخلية طوال يوم 3 فبراير 2012، حيث وصل عدد الإصابات مع مساء اليوم إلي 1482 مصاب وقتيل واحد بين المتظاهرين.

#### الإسكندرية
تظاهر الآلاف أمام قيادة المنطقة العسكرية الشمالية بسيدي جابر، ووُضعت متاريس لمنع معتصمين بميدان فيكتور عمانويل من الوصول إلى مديرية الأمن بسموحة

#### السويس
تظاهر الآلاف في ميدان الأربعين ونقلت وسائل إعلام مقتل متظاهرين اثنين (2) في السويس ليلة 2 فبراير بالرصاص الحي أمام مديرية الأمن. وارتفع عدد الشهداء إلى أربعة (4) بوفاة متظاهرَين إضافيَّين مساء الجمعة، واستمرت الاحتجاجات المندّدة بذلك، وأعلن مدير أمن المحافظة توصله إلى المسؤولين «الذين يهدفون لخلق الفوضى». وسنّ الشهداء حوالي عشرين سنة. وارتفع إجمالي شهداء السويس إلى خمسة (5) شبّان يوم 6 فبراير. وتوفي سادس متأثراً بجراحه بعدها بأيام.

#### بورسعيد
تظاهر الآلاف أمام مديرية أمن بورسعيد محملين الأمن مسئولية الأحداث الدامية في ملعب المباراة، وهتفوا «بورسعيد بريئة دي مؤامرة دنيئة»، كما هتفوا بسقوط حكم العسكر وضرورة تسليم السلطة للمدنيين معتبرين أن ما حدث مؤامرة ضد الشعب المصري. وانتشرت أنباء على الفيسبوك يوم 3 فبراير أنّ أهالي بورسعيد قبضوا على عدد من البلطجية واعترفوا بأنّهم مأجورين من قيادات بالحزب الوطني المنحل وأنّهم جيء بهم من منطقة بحيرة المنزلة. كما دمّر بعض أهالي المدينة منشآت يملكها محسوبون على النظام السابق يوم 4 فبراير، يتهمونهم بالتورط في الأحداث، وهم بالتحديد الحسين أبو قمر (نائب سابق عن الحزب المنحل) ومحمود المنياوي (أمين الحزب المنحل في بورسعيد) وجمال عمر (صديق جمال مبارك) بتأجير أكثر من 500 بلطجي قاموا بالمجزرة، بحسب اعترافات أدلى بها مقبوضين عليهم من قبل الأهالي. وسادت حالة من الحزن والغضب عمّت المدينة لأيام فعُلّقت شارات سوداء في الشوارع حداداً على القتلى وقام أهالي المدينة بتخريب ممتلكات الحزب الوطني ثأراً منهم.

## الأحكام القضائية

صورة من محاكمة متهمي مذبحة ستاد بورسعيد

حكمت محكمة جنايات بورسعيد برئاسة المستشار صبحى عبد المجيد بتاريخ 2013/1/26 على 21 من المتهمين بتحويل أوراقهم لفضيلة مفتى جمهورية مصر العربية وتأجيل الحكم على الباقين لجلسة يوم 2013/3/9.
في 9 مارس 2013 حكمت محكمة جنايات بورسعيد بالإعدام شنقاً على 21 من 73 متهماً وبالسجن المؤبد على خمسة والسجن 15 سنة على عشرة بينهم خمسة من كبار المسؤولين في نظام وزارة الداخلية، و10 سنوات على ستة متهمين، وأحكام أقصر على عدد آخرين بينما قضت ببراءة 28 متهماً. وهذا الحكم قابل للطعن، ويجب عرض الأحكام بالإعدام على محكمة نقض وجوباً.
وفي 19 أبريل 2015، قضت محكمة جنايات بإعدام 11 متهماً، وأحالت أوراقهم إلى مفتي الديار المصرية، وجميعهم من مشجعي النادي المصري ومن بينهم اثنان يحاكمان غيابياً إذ إنهما هاربان.
و في 20 فبراير 2017 اصدرت محكمة النقض حكما نهائيا بتأييد احكام الإعدام الصادرة ضد 10 متهمين حضوريين والسجن لمدة تتراوح بين 15 و 10 و 5 سنوات ل 30 متهما اخرين

## أحداث 2013
عقب إعلان الحكم بإعدام واحد وعشرين متهما في قضايا قتل المشجعين، اندلعت أحداث عنف في أنحاء المدينة، حيث كانت ردة الفعل الأولى عدوا مباشرا نحو الحواجز الفاصلة بين المتظاهرين ومحيط السجن المحتجز فيه المتهمين، وإطلاق الرصاص من بنادق آلية بحوزة المتظاهرين، وأحرقوا سيارات مثل ميكروباص تابع لقناة الحياة وواجهة كلية التربية القريبة من السجن، وقسم شرق الذي يبعد شارعا واحدا عن الأحداث، وتحطيم عدد من السيارات وواجهات المحلات.
وقتل أكثر من 26 مواطنا في الأحداث منهم ضابط شرطة ومجند ولاعب بنادي المريخ. واجتاحت حالة من الغضب العام، وندد المحتجون بأن كثير من المتهمين ابرياء ولا علاقة لهم بما حدث من قريب أو بعيد .

## وصلات خارجية
- مصدر مسئول: قيادات الصف الأول والثانى بـ«الداخلية» تريد «إذلال الشعب» وهي المدبر لأحداث بورسعيد.. ووزير الداخلية تعهد لـ«الجنزورى» بتطهير الوزارة وعودة الانضباط للشارع خلال أيام - اليوم السابع - مساء 2 فبراير 2012
- مسيرات تجوب بورسعيد للتنديد بما حدث لالتراس اهلاوى على يوتيوبوتتهم الداخلية بتدبير الحادث - 2 فبراير 2012.
- مصادر: شخصيات أمنية ورموز في «الوطنى» وراء «مجزرة بورسعيد» - المقالة تنقل روايات شهود عيان - المصري اليوم - 2 فبراير 2012.
- رواية شاهد عيان على يوتيوب- بي بي سي عربي.
- روايات شهود عيان على يوتيوب- قناة ميلودي سبورت.
- التقرير المبدئي للجنة تقصي الحقائق في أحداث بورسعيد على يوتيوب- قناة صوت الشعب - 12 فبراير 2012
- بلاغ من «المحامين»: «مجزرة بورسعيد» دبرها 250 شخصاً - المصري اليوم - 25 فبراير 2012